# Свидетельство о бедности
«Свидетельство о бедности» — советский художественный фильм 1978 года, снятый режиссёром Самвелом Гаспаровым по мотивам повести братьев Вайнеров «Часы для мистера Келли». Премьера фильма состоялась в январе 1979 года.

## Сюжет
Действие фильма происходит в 1970-х годах в Одессе. Сотрудники уголовного розыска и ОБХСС выходят на банду преступников-контрабандистов, которые похищают детали экспериментальных часов, содержащих драгоценные металлы, и сбывают их за границу через иностранцев.

## В ролях
- Александр Хочинский — Станислав Павлович Соколов, старший лейтенант милиции, сотрудник ОБХСС
- Григорий Острин — Владимир Иванович Тарасов, подполковник милиции, начальник ОБХСС
- Константин Степанков — Виктор Михайлович Макеев, заведующий часовой мастерской (озвучивал Юрий Саранцев)
- Борис Хмельницкий — Геннадий Семёнович Костюк, «Крест», бандит (озвучивал Олег Мокшанцев)
- Ольга Гаспарова — Ольга Алексеевна, медсестра, подруга Костюка
- Лев Перфилов — Юрий Семёнович Мосин, «Чалый», механик, сообщник Костюка
- Геннадий Воропаев — Макс Цинклер, скупщик деталей часов
- Арсений Барский — Прокофий Викентьевич Коржаев, спекулянт
- Елена Аминова — девушка Соколова
- Борис Битюков — директор часового завода (озвучивал Алексей Сафонов)
- Ольга Битюкова — Алла, дочь Макеева
- Михаил Горносталь — милиционер в тире
- Юрий Гусев — технолог часовой мастерской
- Лидия Королёва — Нина Павловна, соседка Мосина
- Владимир Никитин — таксист
- Марина Петрова — лейтенант милиции
- С. Фонарёва — Галя, сотрудница часовой мастерской
- Елена Цыплакова — подруга Вити (нет в титрах)
- Виктор Козачук — сотрудник часовой мастерской (нет в титрах)

## Съёмочная группа
- Авторы сценария: Аркадий Вайнер, Георгий Вайнер
- Режиссёр-постановщик: Самвел Гаспаров
- Оператор-постановщик: Александр Полынников
- Художник-постановщик: Лариса Токарева
- Композитор: Евгений Стихин

## Место съёмок
Съёмки фильма прошли в Одессе и частично в Москве.

## Критика
…с какой фантастической энергией, с какой завораживающей стремительностью раскручивалась драматическая пружина в фильме — «Свидетельство о бедности»! Речь не о сюжете речь именно peжиссуре, о ритмической виртуозности (пожалуй, даже с перебором в некоторых эпизодах, когда виртуозность становится самоцелью). … Крупные, даже сверхкрупные планы коротким поворотом камеры переходили в самые дальние. Эпизоды подав перебивке, мелкими, мельчайшими порциями, и это держало нас в постоянном напряжении. … Здесь важные улики подавались бегло, в одно на периферии кадра. Там выплывали на передний план грозным, загадочным обещанием детали, которые вовсе ничего не значили, вели в тупик.— журнал «Искусство кино», 1982

## Отличия фильма от повести
Сценарий фильма значительно отличается от повести «Часы для мистера Келли». Действие фильма перенесено из Москвы в Одессу. Сотрудники Московского уголовного розыска Станислав Тихонов и Владимир Шарапов в фильме становятся сотрудниками ОБХСС Станиславом Соколовым и Владимиром Тарасовым, заведующий мастерской Балашов — Макеевым.

## Другие экранизации
В 2015 году повесть «Часы для мистера Келли» экранизирована в рамках телесериала «Следователь Тихонов» (фильм № 4, серии 9—10).